# 藤原慶二
藤原 慶二（ふじわら けいじ、1980年11月19日 - ）は、日本の社会福祉学者。社会福祉士（第50627号）、博士（社会学）。ソーシャルワーク、地域福祉に関する研究を行なっている。近年はワークショップやICTを導入、活用できる実践や研究に取り組んでいる。自治体の地域福祉計画（兵庫県加東市、兵庫県高砂市）、介護保険事業計画（兵庫県高砂市）、障害福祉計画（兵庫県伊丹市）などの策定委員を勤める。また、地域ケア会議への参画も積極に行い、地域包括ケアシステムの構築に関する推進委員やアドバイザーを勤める。

## 経歴
- 2003年3月　桃山学院大学社会学部社会福祉学科卒業
- 2005年3月　桃山学院大学大学院社会学研究科博士前期課程修了、修士（社会学）
- 2005年4月-2007年3月　NPO法人おおさか地域生活支援ネットワーク事務局長
- 2006年4月-2007年3月　桃山学院大学大学院社会学研究科研究生
- 2006年4月-2007年6月　頌栄人間福祉専門学校専任講師
- 2010年9月　桃山学院大学大学院社会学研究科博士後期課程修了、博士（社会学）
- 2007年7月-2008年3月　関西福祉大学社会福祉学部助手
- 2008年4月-2012年3月　関西福祉大学社会福祉学部助教
- 2012年4月-2015年3月　関西福祉大学社会福祉学部講師
- 2015年4月-2022年3月　関西福祉大学社会福祉学部准教授（関西福祉大学大学院社会福祉学研究科 兼務）
- 2022年4月-2025年3月　関西福祉大学社会福祉学部教授（関西福祉大学大学院社会福祉学研究科 兼務）
- 2024年4月-2025年3月　関西福祉大学社会福祉学部　学部長
- 2025年4月-　関西福祉科学大学社会福祉学部教授（関西福祉科学大学大学院社会福祉学研究科臨床福祉学専攻　専攻代表兼務）

## 論文
国立情報学研究所収録論文国立情報学研究所

## 社会活動
- 加東市生活支援体制整備推進協議会
- 高砂市介護保険事業計画・高齢者福祉計画策定委員会
- 伊丹市障害福祉計画策定委員会
- 宍粟市地域福祉計画策定委員会
- 西宮市社会福祉審議会

## 夢ナビTALK
ソーシャルワークで社会をプロデュース

## 所属学会
- 日本社会福祉学会
- 日本地域福祉学会
- 日本福祉文化学会
- 日本デザイン学会

## 学会発表
（2009）「障害福祉サービス実施体制の地域格差に関する一考察―移動支援事業における市町村及び事業者実態調査から―」日本社会福祉学会第57回全国大会（共同）
（2009）「移動支援事業の提供体制をめぐる現状と課題―移動支援事業者にかかる実態調査結果から―」日本社会福祉学会第57回全国大会（共同）
（2010）「地域福祉時代における人材養成のあり方について―人材養成塾の試み―」日本地域福祉学会第24回全国大会
（2010）「住民ニーズに沿ったネットワーク構築の可能性―赤穂市における地域福祉の意識に関するアンケート調査から―」日本社会福祉学会第58回秋季全国大会
（2011）「地域福祉時代における人材養成のあり方について―地域福祉推進リーダー養成塾にみる展開と課題―」日本地域福祉学会第25回全国大会
（2011）「福祉系大学とキャリア形成に関する一考察―A大学の実践から―」日本社会福祉学会第59回秋季全国大会（共同）
（2012）「地域福祉時代における人材養成のMissionについて−地域福祉推進リーダー養成塾のマネジメント再考−」日本地域福祉学会第26回全国大会＠熊本学園大学
（2012）「福祉系大学におけるキャリア形成支援のあり方について―専門教育、キャリア教育、教養教育の体系の再検討―」日本社会福祉学会第60回秋季全国大会（共同）＠関西学院大学
（2013）「地域福祉の推進における地域包括支援センターのあり方について―A市地域ケア会議での取り組みから―」日本地域福祉学会第27回全国大会＠桃山学院大学
（2013）「A大学をモデルとした福祉系大学におけるキャリア形成支援―キャリア教育の導入の意義と社会福祉士養成課程との関係―」日本社会福祉学会第61回秋季全国大会（共同）＠北星学園大学
（2014）「地域福祉時代における人材養成について〜地域福祉推進リーダー養成塾の体系的展開に向けて〜」日本地域福祉学会第28回全国大会
（2014）「A大学をモデルとした福祉系大学におけるキャリア形成支援について－キャリア関係科目のシラバス試案－」日本社会福祉学会第62回秋季全国大会＠早稲田大学
（2016）「ソーシャルワーク演習におけるVR活用の可能性－体験から経験に－」日本社会福祉学会第64回秋季全国大会（ポスター）＠佛教大学
（2017）「個別課題から地域課題の抽出方法について―A市地域ケア会議でのワークショップ実践を通して―」日本社会福祉学会第65回秋季全国大会（ポスター）＠首都大学東京
（2018）「多職種連携におけるファシリテーション―A市自立支援型ケアマネジメント会議の取り組みから―」日本社会福祉学会第66回秋季大会（ポスター）＠金城学院大学